# 賽月金
賽月金（1910年—1986年），原名簡招治，日治台灣台北州新莊郡（今日新北市新莊區）人，台灣歌仔戲演員，在廈門藝術學校（廈門戲曲舞蹈學校）歌仔戲專業從事很多年的教育工作。她師承林三寶（台中人）和汪思明學習歌仔戲表演藝術。多次應邀從台灣到廈門表演，1949年10月17日廈門進入中共版圖，當時在廈門的她留下，后在廈門藝術學校（廈門戲曲舞蹈學校）作歌仔戲專業教師。

## 外部連結
- 台灣大百科-賽月金 （页面存档备份，存于）